# Sextus Iulius Caesar (Quästor 48 v. Chr.)
Sextus Iulius Caesar (* vor 78 v. Chr.; † 46 v. Chr.) war ein Politiker und Militär in der Spätphase der römischen Republik sowie Verwandter und enger Freund Gaius Iulius Caesars.
Sextus war entweder der Sohn oder der Enkel des gleichnamigen Konsuls des Jahres 91 v. Chr. Im Jahr 57 v. Chr. wurde er von Gaius Iulius Caesar zum flamen Quirinalis ernannt. Er begleitete seinen berühmten Verwandten im Jahr 49 v. Chr. wohl als Militärtribun nach Spanien und nahm die Kapitulation des pompeianischen Legaten Marcus Terentius Varro entgegen. Spätestens im Jahr 48 v. Chr. war er Quaestor.
Dass Caesar ihm vertraute, zeigt sich daran, dass er ihn, nachdem er im Juli 47 v. Chr. von Alexandria nach Tarsos gereist war, zum Statthalter Syriens ernannte. In dieser Position arbeitete Sextus Caesar eng mit Antipatros und dessen Sohn Herodes zusammen. Letzteren unterstützte er gegen den von Pompeius als Ethnarch von Judäa eingesetzten Hohepriester Johannes Hyrkanos II. und verhalf ihm zur Statthalterschaft über Samaria und Koilesyrien. Außerdem sollte er Caesars geplanten Partherfeldzug vorbereiten. Luciano Canfora vermutet, dass Caesar Sextus spätestens nach dem endgültigen Bruch mit Pompeius 49 v. Chr. in seinem Testament zum Erben einsetzte.
Laut Appian war Sextus jedoch bei seinen Legionen so verhasst, dass im Frühjahr 46 v. Chr. Truppenteile unter Führung des Quintus Caecilius Bassus meuterten und ihn ermordeten. Canfora führt diese negative Darstellung von Sextus’ Charakters bei Appian auf Augustus’ Autobiographie zurück. Nach anderen Quellen nämlich, auf die Appian sogar selber hinweist und die mit Flavius Josephus und Cassius Dio übereinstimmen, war Bassus ein (ehemaliger) Anhänger des Pompeius. Nach Cassius Dio hatte Bassus, nachdem ein direkter Angriff auf Sextus gescheitert war, Teile von dessen Truppen mittels eines gefälschten Briefes, nach dem Gaius Iulius Caesar in Afrika gefallen war, zur Rebellion und zum Mord an ihrem Befehlshaber aufgestachelt. Mit der Ermordung Sextus Iulius Caesars begann eine jahrelang schwelende Krise in den asiatischen Provinzen Roms.
Der Tod des Verwandten war auch für Caesar persönlich ein schwerer Schlag, verlor er doch einen engen Freund und möglichen Erben. Testamentarisch setzte er nun den Enkel seiner Schwester Iulia, seinen Großneffen Gaius Octavius, den späteren Augustus, als Erben ein und adoptierte ihn.